# Ray Bailey
Pour les articles homonymes, voir Bailey.
Ray Wentworth Bailey Jr., dit Ray Bailey (1913-1975) est un auteur de bande dessinée américain. 
Créateur de deux comic strips d'aventures, c'est l'un des dessinateurs les plus influencés par Milton Caniff, dont il a été l'assistant sur plusieurs séries.

## Biographie
Fils d'un reporter au New York Herald, Bailey débute comme animateur aux Studios Fleischer et illustrateur au début des années 1930, tout en étudiant à la New York School of Fine and Industrial Arts (en). Il entre en bande dessinée comme assistant de Gus Edson sur The Gumps de 1937 à 1939.
À partir de 1940, il assiste Milton Caniff sur Terry et les Pirates (jusqu'en 1944) puis Male Call (1942-1946). Sa première publication créditée est son remplacement au pied levé de Fred Meagher sur le Sunday strip Vesta West and Her Horse d'octobre 1942 à octobre 1943 pour Chicago Tribune-New York News Syndicate (en).
Du 25 mars 1945 au 6 janvier 1951, Publishers-Hall Syndicate (en) diffuse son comic strip d'aviation Bruce Gentry (en), adapté en serial en 1949 avec Tom Neal dans le rôle-titre. Field Enterprises Syndicate (en) diffuse ensuite son adaptation en bande dessinée du feuilleton Tom Corbett Space Cadet (écrite par Paul S. Newman) de septembre 1951 à septembre 1953. 
En 1948, Bailey avait commencé à dessiner des histoires sentimentales pour Harvey Comics ; à partir de 1953, il devient se consacre à ces comic books, délaissant le comic strip. Dès 1956, Bailey revient cependant pour Dell Publications à la bande dessinée d'aventure avec un comic book de 32 pages offrant une histoire inédite de la série d'aviation Steve Canyon, créée par Caniff quelques années plus tôt. Pour Dell, il illustre également plusieurs récits de Turok, son of stone (1955-1962) et Boots and Saddles (1958-1960). En 1960, il assiste brièvement sans être crédité Caniff sur Steve Canyon. Il travaille également comme illustrateur techniques pour divers périodiques spécialisés dans l'aviation.
De fin 1962 à 1964, Bailey travaille pour Western Publishing, puis pour Tower Comics en 1966-1967, année où il dessine également cinq épisodes de Mandrake le Magicien pour le comic book homonyme de King Features.